# 水蓮運河
『水蓮運河』（すいれんうんが）は、 鳥図明児（とと　あける）による日本の漫画。プロローグの読みきり作品、『水蓮王国の王子たち』が『grape fruit』（1984年）通巻第16号に掲載され、本編は第17号から、1988年の通巻第38号まで連載。雑誌休刊のため、最終話part20は、単行本第4巻（1989年3月発売）に書き下ろしで掲載された。水蓮人と湖辺人の混血である、超能力（テレパシー能力）者少女、東河（トーカ）をめぐる、政治SF漫画。イギリスの植民地政策による民族紛争や、民族自決のテロリズム、政略陰謀劇を描く。

## あらすじ
舞台はイギリスに長年植民地支配され、独立を達成したものの、支配階級である湖辺人の寡頭制によって、多数の水蓮人が統治される水蓮王国。そのことに不満を感じる水蓮人による、湖辺人へのテロが頻発しており、治安悪化の道を進んでいた。
水蓮人の母親と湖辺人の父親との間に生まれた少女、東河（トーカ）は、湖辺人の集まるレークホテルの食堂で、性別を偽り、ボーイのアルバイトをしていた。彼女は人の感情を読み取る能力（テレパシー）を有しており、ある時、湖辺人の客とのいさかいがきっかけで解雇される。そして水蓮人の過激派のデモに巻き込まれ、その混乱の中で、イギリス人と湖辺人の混血の医師の青年、デビッドと出会う。さらに、ちょっとしたすれ違いが原因で、彼の元を逃げ出した後、サイボーグのダンサー、ラジクマールにも出会い、主従契約を結ぶ。
東河の超能力と改造人間ラジクマールをめぐり、デビッド、華僑の骨董屋である陳（チン）、上院議員の馬南（バナン）、謎の茶髪のサングラス男ゴドー、そしてCIC（運河連邦中央情報局）長官の波宇流（パウル）、水蓮人ゲリラの長である竜威（リューイ）らの思惑が絡み合い、交叉する。

## 登場人物
東河（トーカ）
この物語の主人公。一見、少年に見えるが、実は少女。レークホテルの食堂で、性別を偽り、ボーイのアルバイトをしていた。
人の感情を読み取る能力（テレパシー）を有しており、その感情の渦の中で押し潰されるのを嫌がっている。そのため、人とのかかわりを避け、窓の外に睡蓮の咲く倉庫で、一人で眠ることを好む（母親がいるときから倉庫暮らしだったが、お金はどこからか支給されていたので、生活に困っていたわけではなかった）。
肌・髪ともに黒く、水蓮人そのものの風貌だが、幼いころは湖辺人と同じで、茶髪だった。湖辺人の客が酔って、睡蓮の花を投げようとしたのを止めようとして、職を失う。その際に、自身の中に流れている湖辺人の血を自覚し、自己嫌悪感に陥った。
デビッドの感情だけは、読み取るのに苦労している。そのため、彼がどのような人間であるのかを理解できない。ラジクマールの感情、陳の感情も読みとるのに難儀している。
怪しげな薬を与えられていることに気づいてデビッドのところを離れ、再就職先でラジクマールに出会う。その後、陳にメンテナンスを受けたラジクマールと逃避行し、生涯自分を守護することを誓わせる。自分を助けようとして囮になったラジクマールを助けようとしてデビッドの元に戻るが、断られ、独自に彼を助けようとする。ところが、ゴドーによる水蓮人ゲリラ根拠地の寺院爆破テロに巻き込まれ、崩落する煉瓦に押し潰されて、指を二本失う。
人々の悪意や敵意の感情に影響されて、徐々に能力を制御できなくなり、デビッドに抗うつ薬を自ら無心するようになる。
のちに本当の父親に再会し、不器用ながらも彼が心から東河のことを気遣い、温かい心を持っていることが分かり、自分たちを見捨てたわけではないことが判明し、安堵感を覚える。
美河（ミーカ）
東河の母親。娘とともに、倉庫を渡り歩く生活をしていた。混血児である東河に、「水蓮人の血を証明しなければならぬ！」と諭していた。加えて、「湖辺人の血をも証明しなければならぬだろう！」と諭していた。
水蓮人のテロに巻き込まれて、行方不明になる。
実は彼女にもテレパシー能力があったが、それは常人の第六感の延長上にあるようなもので、年を経るとともに弱まっていった。
デビッド（David)
イギリス人の母親と、湖辺人の父親の間から生まれた、ハーフ。国際医師資格証を有している。生活習慣は乱れており、朝、髪型で悩んだり、服を三度着替えるなど、東河から怪しまれていた。腕は一流だが、その薬は陳から不法に仕入れているものでもあった。
表面上は波宇流の主治医であるが、実は波宇流の命を受け、ひそかに東河のことを監視していた。馬南議員の診察も行っている。父親が波宇流と親しかった。
彼の行動が怪しいと感じ、密かに薬を投下されていることに気づいた東河は、彼のもとから一旦逃げ出す。そして、水蓮人ゲリラにつかまったラジクマールを助けるべく、取り引きをするため、戻ってくる。
彼女のその行為が契機となって、デビッドは彼女に対する複雑な感情を気づかされ、そして、東河が指を失った際に、自身の東河への恋心を自覚し、任務と感情の間で煩悶する。そして、波宇流の命令で、ワング寺院に東河を置き去りにし（ゴドーの手に渡してしまい）、激しく後悔する。ところが、波宇流の指令で、馬南の屋敷に潜入し、再度東河と再会し、その折りに、サイサと知り合う。
ラジクマール（Raj Kumar）
東河が再就職先で出会った、無表情の青年。スナック＆ステージのパパイヤ・ホールのダンサーで、面接試験の際に、論理的頭脳の持ち主であることを尋ね、合格を認め、採用した。名前は「王子」という意味。自身のイヤリングを東河に渡している。湖辺人と水蓮人が支配階級であったイギリスのことを批判しないことを冷静に論じた。
実はデビッドによって自らすすんで、非合法に改造された人間であり、そのため感情の起伏を持たず、東河には感情の波を読み取ることができない。しかし、東河に好意をいだいており、彼女を命掛けで守護しようとしている。自分が水蓮人のように転生できるかどうか、悩んでいると東河に告白する。
陳にメンテナンスを受けた後、解放されないことに不満を感じ、東河に頼んで脱出させてもらう。そのかわりに東河のために死ぬまで働くことを誓う。
電磁波でデビッドと通信することができる。厠で用足しもする。
ゴドーへの敵対感情から、竜威と手を組み、水蓮側のスパイとして馬南の屋敷へダンサーとして雇われ、東河と再会する。そして、東河を守護しきれなかったデビッドに対する敵意をあらわにする。
陳（チン）
華僑の骨董屋の老主人で、闇商売で薬の商人もしている。デビッドの命でラジクマールのメンテナンスも行っている。東河に、昔の名前を忘れてしまったため、新しく名前をつけた、と告白している。
妻帯していたが、革命騒ぎで命がけで逃げのび、そのショックで妻が幼児退行化し、死別して、一文なしになった。なぜ自分がすべてを失ったのか、を考え続け、水蓮人の前世思想に辿りつき、整形手術を繰り返す。その何度目かの手術をしたのが、デビッドであるらしい、自身を意図的に葬り去って、今の自分は現世でも、来世でもない、と主張する。土になる、というささやかな望みを持っている。
水蓮人のゲリラの頭領ともつながっており、ラジクマールをゲリラに売りつけようともした。
波宇流（パウル）
CIC（運河連邦中央情報局）の長官で、この物語のもう一人の主役。伝説の王子と同名であるが、正反対の人格である、と人からは言われている。反面、部下の情報局員に、自分たちは軍隊ではないから、命を粗末にすることはない、と気遣ってもいる。真理がゲリラに拉致されそうになったときも救出している。
妻を溺愛しており、彼のもとから逃げ出した際には、連れ戻して、監禁している。ゲイだという噂も立てられている。
水蓮人の処遇をめぐって、馬南議員と表面上は対立しているが、実は影で協力しており、その一方で、お互いに腹の探り合いをしている、という複雑な関係にある。循環器系が悪いという名目で、デビッドの定期診察を受けている。
水蓮人ゲリラの竜威と知り合いで、個人的には親近感を抱いている。そのため、ラジクマールが竜威のためにしたある行為を心から喜ぶ。改造前のラジクマールの友人でもあった。
真理（マリー）
波宇流の美人秘書。一見して、クールビューティーといったキャラクター。しかし、頭の働きは差ほどではない、とデビッドからは評価されている。ゲイ疑惑をカモフラージュするため、バーに誘われるが、その帰り道で、水蓮人のゲリラに人質になる。そのゲリラを平然と殺す波宇流の姿に、自分もコンピュータの付属品のようなものだと感じる。馬南議員にくどかれており、そのことで非常に嫌な思いをしている。
イケメンであるデビッドには、好意を抱いている。
馬南（バナン）
上院の国会議員。水蓮人ゲリラに報復的な措置をとることを主張し、表面上、波宇流と対立しているが、実はテレビ電話で話し合う親密な仲で、CICへの資金援助もしている。
その目的は、超能力少女、東河を手にいれ、己の私利私欲のために働かせること。当初は、母親の美河のほうがターゲットであり、それ以前に、同様の能力を有する少年をかこっていたが、自殺されてしまったため、標的を切りかえた。美河の気候の変動や体調により、能力に変動が見られることが分かったため、CICの方で見切りをつけた。その際に、部長代理として訪問したのが波宇流で、彼の出世は馬南の後押しによるものであった。
愛人を何人も囲い、結果として、東河もその屋敷で世話を受ける。
利害関係で近づいてくる愛人のみならず、妻や家族をも一切信用せず、幼いころより育てたサイサを寵愛している。
ゴドー
常にサングラスをかけた長髪の男で、馬南が下女の間に生ませた、妾腹の息子。右目を失っている。湖辺人だが、顔を黒く塗って、水蓮人の過激派の中に潜り込んでいる。素姓を明かさぬ状態で、馬南のために東河のことを探っている。
その真の目的は、自分を認知しない父親への復讐であり、彼が肌身はなさず、出生証明書を携帯していたことは、のちに大きな意味を持つ。
サイサ
子供のころに馬南に買われ、ダンス相手として仕込まれた、事実上の馬南の愛人。しかし、その地位は愛人たちの中でかなり低い。しばしば姉から金を無心されている。
東河の世話係になり、彼女のことを気持ち悪く、わがままな少女だとしか感じなかったが、彼女を心配するデビッドの姿を見て、（彼の裏の顔を知らぬまま）淡い恋心を抱く。
サイサの姉
ゴドーの恋人で、しばしばサイサに金を援助してもらっている。ゴドーの計画に加担する。
竜威（リューイ）
水蓮人ゲリラの頭領。ターバンを巻いて、顔を普段は隠している。内心では、支持者である僧侶たちの理想主義を嘲笑している。
若いころ、彼には知南（チーナ）という、湖辺人と水蓮人の混血の恋人がいた。文盲で、半ば娼婦のような生活をしている彼女に文字を教えることが生き甲斐だった。彼女を守るべく、阿片中毒になって、ゲリラの第一線を退いた男に、毎日顔に傷をつけられていた。ターバンを着用するようになったのは、そのためだった。
阿片恐喝者が死亡後、知南の行方が分からなくなり、ゲリラ活動の先行きが怪しいことにも気づくが、それでも仲間たちのためにゲリラを中止することができずにいる。
ラジクマールに「001号」というコードネームをつけるが、唯一心を許せる友になり、親愛の念をこめて、「クマール」と呼ぶようになる。ラジクマールを馬南の屋敷に潜入させる。ラジクマールが与えたあるものが、彼にとってのメリットとして働く。
ラジクマールからゴドーの言動・性格を聞かされており、（陳を通じて知った）水蓮人に扮して潜入してきたゴドーの出自を、逆に利用する。
知南の捜索中に波宇流に助けられたことがあり、彼にある種の親近感を覚えており、敵対関係にあることを残念に思ってもいる。
千里（センリ）
自治大臣。唯一の水蓮人の閣僚で、波宇流と親しい。湖辺人や水蓮人という区別以前に同じ人間だ、という考えの持ち主。ハヌマンという猿を飼っており、死後は自然公園に住む猿に転生することを望んでいる。
アソン
国務大臣で、馬南の太鼓持ち。
ダリル
湖辺人のような肌をして生まれた、水蓮人のゲリラ。竜威の指示により、馬南の屋敷に潜入しており、ローズ付きの給仕になる。ローズを馬南の正妻になるよう、工作している。
マリー
馬南の愛人の一人。飼っていた小鳥が死んだことで傷心する。
ローズ
馬南の愛人の一人。ゲリラと知らずに、ダリルを利用して、馬南の正妻の座を狙っている。
シーア
波宇流のCICの同期。同じ行政府の上級職試験に合格したエリート仲間であったが、コネで出世しようとしていた。知南の客の一人で、竜威に尾行されていた。波宇流の罠にかかり、阿片所持で逮捕された。

## 用語
水園（スイエン）
水蓮王国の首都で、現在は湖辺人が統治している。「運河の都」と呼ばれている。古代からの運河は分断されているが、細長い多くの湖になっている。いち早く欧米文明を摂取した、少数の湖辺人が多数の水蓮人を支配している。
運河の両岸を合わせた地域であるが、政治・情報の中枢は高層建造物のある湖辺州側にあり、古い建造物の残る水蓮人居住区が、元々の水園である。
湖辺人
髪の毛が茶色く、肌が白い。隣国として、長年対立関係であったこと、（そのことを利用した）植民地時代のイギリスの分割統治により、水蓮人を無意識に差別している。イギリス人は直接水蓮人を支配せず、欧米文明を学んだ湖辺人を高い地位につけ、間接的に支配させたため、水蓮人の不満の対象となっている。
水蓮人
髪の毛が黒く、肌も黒い。湖辺人からは頭が弱いと評されている。街のあちこちにある小さな池で沐浴する習慣がある。ダウンタウンに居住しており、夕刻になると、物売りが集まって来る。わずかな給料で働き、残飯があると助かる。死後、「転生」することを信じており、ゲリラが湖辺人を殺す時にも、恩恵を施したようなセリフをはくこともある。
過激派（「水蓮解放戦線」）は山にこもっており、そのため阿片を常用している。政治面では、伝統主義者の僧侶層の支持を得ている。隣国の南大（ナンタイ）国の国境に近い翡翠（ひすい）の産地を押さえており、それがテロ活動の資金源になっている。ゲリラ幹部は南大国から女を購入し、腐敗しており、本気で分離独立が可能だとは思ってはいない。
陳の骨董屋
違法性のある商店で、陳が不法に仕入れたものを販売しており、デビッドだけではなく、水蓮人ゲリラともつながっている。科学の恩恵に浴しているのは湖辺州の大きなビルがあるところだけで、水蓮州では陳の家だけになっており、通信網拡張工事に隠れて密かに大容量の光ファイバーを湖辺側から盗用しているため、ラジクマールの修理ができる。
改造人間
宇宙のような劣悪・過酷な条件下で働けるように改造された人間。感情回路を断たれており、身体の各部が強化されている。基本的に無表情。
CIC（運河連邦中央情報局）
現水蓮王国の情報機関。国防省と仲が悪い。波宇流は馬南の命令で、東河の身を確保することになっているが、デビッドを使って、密かに保護させている。波宇流の部下は、馬南の手下と暗闘を繰り返している。
隣接して、カフェ・ル・モンドという店があり、波宇流はそこで昼食をとっていて、妻と出会った。

## 書誌情報
ペーパームーンコミックス（新書館）全4巻（B6判ソフトカバー）
1. 1985年9月1日 ISBN 978-4403610851
2. 1986年6月1日 ISBN 978-4403611056
3. 1987年4月1日 ISBN 978-4403611261
4. 1989年3月1日 ISBN 978-4403611919

## 関連作品

### 水蓮王国の王子たち
『水蓮王国の王子たち』（すいれんおうこくのおうじたち）は鳥図明児の、8ページの読み切り漫画作品。二色カラーで掲載された、幻想的な時代漫画。『水蓮運河』の序章の役割も果たしている。
『グレープフルーツ』1984年通巻第16号に掲載、後に英訳された。『水蓮運河』単行本第1巻の冒頭に収録された。
内容
運河を支配して繁栄を極めていた水蓮王国。太子である蓮多流（レンダール）王子は、湖辺王国から人質に差し出された、波宇流（パウル）というまだ十歳にも満たぬ王子と出会う。彼は、水蓮王国の国王の養子となり、水蓮・湖辺両国の関係は良好で、明るい性格で美しい容姿の波宇流は、誰からも愛されたが、蓮多流は義弟に嫉妬していた。
ある時、蓮多流は波宇流に離宮の睡蓮の花を標的に弓を射ることを提案するが、睡蓮は王国の象徴であると言って、波宇流は拒む。その時、蓮多流は心から己の言動を反省し、睡蓮を的にするのを中止した。
その後、運河の対岸にある南大（ナンタイ）国と水蓮王国は戦争状態となり、湖辺王は南大国と同盟を結び、水蓮王国と敵対した。波宇流は水蓮王の養子として、王国のために戦うと誓ったが、国王は波宇流の言葉を信じず、彼の処刑を決定した。波宇流は睡蓮の花の上で死にたいと懇願する。
処刑後、波宇流は朱色の玉に変じた。水蓮王国は湖辺王国を併合した。蓮多流は義弟のために朱蓮多流（シュレンダール）と改名し、一生朱色の服しかまとわなくなった、という。

### 波宇流の友人
『波宇流の友人』（パウルのゆうじん）は鳥図明児の読み切り漫画作品。『水蓮運河』単行本第3巻に、書き下ろしで収録された。ただ一人の水蓮人の大臣、千里のことを描いた作品。